# Centrodora locustarum
Centrodora locustarum är en stekelart som först beskrevs av Giraud 1863.  Centrodora locustarum ingår i släktet Centrodora och familjen växtlussteklar. Inga underarter finns listade.